# Пантелеймон Кохановський
Пантелеймон Кохановський (рік народження невідомий) — український чернець, ієромонах, економ Києво-Печерської лаври і письменник 17 століття. Після Переяславської ради відмовився присягати на вірність московському царю. Написав від імені ченців Києво-Печерської лаври листа до царя Федора Олексійовича, у котрому повідомив про смерть І. Ґізеля (пом. 18 листопада 1683). Юрій Мицик припускає, що він міг бути з походження українцем, наближеним до Інокентія Ґізеля, також укладачем «Синопсису», автором творів «Хронограф» (1681 р.) і «Обширний Синопсис руський» (1681—1682 pp.).